# Jason Kyle
Jason Campbell Kyle (Tempe, 12 maggio 1972) è un ex giocatore di football americano statunitense che ha militato nel ruolo di long snapper nella National Football League (NFL).

## Carriera
Kyle fu scelto nel corso del quarto giro (126º assoluto) del Draft NFL 1995 dai Seattle Seahawks. Selezionato come linebacker, nel corso dei suoi sedici anni di carriera si spostò nel ruolo di long snapper. Giocò anche per i Cleveland Browns, i San Francisco 49ers, i Carolina Panthers e i New Orleans Saints. Con questi ultimi nella stagione 2009 conquistò il Super Bowl XLIV.

## Palmarès
- Super Bowl : 1

New Orleans Saints: XLIV
- National Football Conference Championship: 1

New Orleans Saints: 2009